# Jocelyn Gourvennec
Jocelyn Gourvennec (nacido el 22 de marzo de 1972 en Brest, Francia) es un exfutbolista y entrenador francés. Actualmente dirige al Servette.

## Carrera como jugador
En su etapa de futbolista, Gourvennec jugaba como centrocampista. Formado en las categorías inferiores del FC Lorient, debutó a nivel profesional con este equipo en 1987. Posteriormente pasó por varios de los clubes más importantes de Francia: Stade Rennais (con el que debutó en la Ligue 1), FC Nantes (jugando la Liga de Campeones) y Olympique de Marsella (que fue finalista de la Copa de la UEFA), entre otros. Volvió al Stade Rennais, pasó por el SC Bastia y finalmente se retiró en el Clermont Foot, en 2006.

## Carrera como entrenador

#### La Roche Vendée
En julio de 2008, Gourvennec debuta como entrenador en el modesto La Roche Vendée Football, de la Division d'Honneur, mientras se sacaba el título de entrenador profesional, algo que logró dos años después.

#### EA Guingamp
El 17 de mayo de 2010, el presidente del En Avant de Guingamp nombró a Gourvennec nuevo técnico, sustituyendo a Victor Zvunka. El equipo bretón había descendido a la National (tercera división francesa), pero logró el ascenso a la Ligue 2 al año siguiente.
En mayo de 2013, el Guingamp ascendió a la Ligue 1 nueve años después, siendo subcampeón tras el AS Mónaco.
En la temporada 2013-14, obtuvo la permanencia en la máxima categoría (16.º clasificado) y ganó la Copa de Francia, lo que le dio derecho a jugar la Europa League.
Pese a un mal inicio de campeonato en la Ligue 1 2014-15, ocupando puestos de descenso en 11 de las 15 primeras jornadas, el Guingamp reaccionó en la segunda vuelta y terminó en una cómoda 10.ª posición. Además, fue el mejor equipo francés de la Liga Europa, llegando a los dieciseisavos de final.
En la Ligue 1 2015-16, el equipo bretón volvió a completar un mal comienzo y terminó la primera vuelta ocupando puestos de descenso. No obstante, en la segunda parte del campeonato consiguió reaccionar de nuevo y sellar la permanencia a falta de 2 jornadas para el término del campeonato.

#### Girondins de Burdeos
El 27 de mayo de 2016, el Girondins de Burdeos anunció que había llegado a un acuerdo con el Guingamp para la contratación de Gourvennec. El nuevo entrenador fue presentado tres días después, encargándose de reconstruir un equipo bordelés que venía de completar una temporada para el olvido. Varios futbolistas clave en los últimos años, como Cheick Diabaté y Lamine Sané, se marcharon del club; y en su lugar se apostó por hombres de un perfil más técnico: Jérémy Ménez, Jérémy Toulalan o Igor Lewczuk.
Sus comienzos fueron positivos, ya que situó al conjunto bordelés en las primeras posiciones de la clasificación al inicio de la Ligue 1 2016-17, aunque finalizó la primera vuelta del torneo como 10.º clasificado. Finalmente, el Girondins de Burdeos fue semifinalista de la Copa de Francia y terminó la Ligue 1 en la 6.ª posición; y poco después, Gourvennec renovó su contrato con el club hasta 2020.
La temporada 2017-18 comenzó con la eliminación de la Liga Europa ante el Videoton en la penúltima ronda previa. En cambio, arrancó la Ligue 1 siendo uno de los equipos más en forma, sumando 8 puntos en los 4 primeros partidos; pero entró en una mala racha a finales de año y terminó la primera vuelta del torneo como 15.º clasificado, tras lograr una sola victoria en los 13 últimos partidos y acumular 5 derrotas consecutivas sumando todas las competiciones. Esa espiral negativa de resultados hizo que el club tuviera que confirmar públicamente la continuidad del entrenador en el parón invernal. Sin embargo, un mes después, tras ser eliminado en la Copa de Francia y cosechar otra derrota en la Ligue 1, el club anunció la destitución de Gourvennec, que dejó al equipo francés en 13.ª posición tras 23 jornadas del torneo doméstico.

#### Regreso al Guingamp
El 8 de noviembre de 2018, llegó a un acuerdo con el EA Guingamp para volver a entrenar al equipo francés con el principal objetivo de obtener la permanencia. Consiguió llegar a la final de la Copa de la Liga, pero perdió en la tanda de penaltis contra el Estrasburgo. En cambio, no pudo evitar el descenso del elenco bretón a la Ligue 2. El 22 de mayo de 2019, el club confirmó que Gourvennec no iba a continuar en el banquillo.

#### Lille OSC
El 5 de julio de 2021, el Lille OSC anunció la contratación de Gourvennec como nuevo técnico para los 2 próximos años. El 1 de agosto, en su debut en competición oficial con el equipo francés, logró ganar la Supercopa de Francia contra el París Saint-Germain (1-0). Bajo su dirección, el Lille fue primero de su grupo en la Liga de Campeones y se clasificó para octavos de final de la máxima competición europea por sólo la segunda vez en su historia, aunque también completó la primera vuelta de la Ligue 1 en una discreta octava posición. Su trayectoria en la Liga de Campeones terminó en octavos de final, pues fue eliminado por el Chelsea, vigente campeón continental. Finalmente, el Lille finalizó la Ligue 1 como 10.º clasificado, sin poder revalidar el título obtenido el año anterior y sin poderse clasificar para ninguna competición europea. El 16 de junio de 2022, el club anunció que prescindía de sus servicios.

#### FC Nantes
El 29 de noviembre de 2023, fue oficializado como nuevo entrenador del FC Nantes. Debutó con victoria frente al OGC Niza (1-0), aunque luego sólo pudo conseguir un punto en los 5 partidos siguientes, concluyendo la primera vuelta de la Ligue 1 en 13ª posición. El 19 de marzo de 2024, fue despedido y sustituido por Antoine Kombouaré debido a los malos resultados (10 puntos en 13 jornadas).

#### Servette
El 11 de agosto de 2025, fue contratado como técnico del Servette.

## Clubes

### Como jugador
| Club                  | País    | Año       | Partidos | Goles |
| --------------------- | ------- | --------- | -------- | ----- |
| FC Lorient            | Francia | 1987-1991 |          |       |
| Stade Rennais         | Francia | 1991-1995 | 150      | 64    |
| FC Nantes             | Francia | 1995-1998 | 89       | 24    |
| Olympique de Marsella | Francia | 1998-1999 | 23       | 5     |
| Montpellier HSC       | Francia | 1999      | 7        | 0     |
| Stade Rennais         | Francia | 2000-2002 | 53       | 3     |
| SC Bastia             | Francia | 2002-2004 | 60       | 3     |
| Angers SCO            | Francia | 2004-2005 | 17       | 5     |
| Clermont Foot         | Francia | 2005-2006 | 29       | 1     |

### Como entrenador
| Club                 | País    | Año           | P   | PG  | PE  | PP  | Rendimiento |
| -------------------- | ------- | ------------- | --- | --- | --- | --- | ----------- |
| La Roche VF          | Francia | 2008-2010     | 53  | 25  | 12  | 16  | 54.72%      |
| EA Guingamp          | Francia | 2010-2016     | 275 | 123 | 58  | 94  | 51.76%      |
| Girondins de Burdeos | Francia | 2016-2018     | 71  | 28  | 19  | 24  | 48.36%      |
| EA Guingamp          | Francia | 2018-2019     | 32  | 7   | 11  | 14  | 33.34%      |
| Lille OSC            | Francia | 2021-2022     | 49  | 19  | 16  | 14  | 49.66%      |
| FC Nantes            | Francia | 2023-2024     | 15  | 4   | 1   | 10  | 28.89%      |
| Servette             | Suiza   | 2025-presente | 1   | 0   | 0   | 1   | 0%          |
| Total                | Total   | Total         | 496 | 206 | 117 | 173 | 49.39%      |

## Palmarés como entrenador

### Campeonatos nacionales
| Título               | Club        | País    | Año     |
| -------------------- | ----------- | ------- | ------- |
| Copa de Francia      | EA Guingamp | Francia | 2013-14 |
| Supercopa de Francia | Lille OSC   | Francia | 2021    |

### Distinciones individuales
| Distinción                       | Año     |
| -------------------------------- | ------- |
| Entrenador del Año en la Ligue 2 | 2012-13 |